# Шепелявець Ярослав Петрович
Ярослав Шепелявець (19 січня 1947, Розенгайм, Німеччина — 25 червня 2020, Стотон, штат Вісконсин) — лютеранський пастор та місіонер, відновив Українську Лютеранську Церкву. Перший єпископ Української Лютеранської Церкви .

## Біографія
Ярослав Петрович Шепелявець народився в таборі біженців в Розенгаймі, Німеччина, 19 січня 1947, від Євгенії та Петра Шепелявців. У 1942 році, ще підлітками, його батьки були змушені покинути свої села в Україні, щоб працювати в полоні у якості робітників в Німеччині. У 1950 році, відповідно до Закону про переміщених осіб, вони емігрували до США, де, в решті решт, стали частиною української діаспори в Чикаго.
В США батьки вирішили дати Ярославу американське ім'я — Джон Шеп. Ярослав відвідував школу в Чикаго, а також українську суботню школу. Він відвідував лютеранський коледж «Віфанія» в Манкейто і Державний університет Манкейто. Після одного року навчання в парафіяльній школі в Скарвілл (Айова), Ярослав почав вчитися в Лютеранській Богословській Семінарії «Віфанія» і був призначений на пастирське служіння 19 серпня 1973 року. У перші роки служіння він служив в парафіях в Форест-Сіті і Томпсона, штат Айова, Чикаго. Після візиту до своєї бабусі в 1976 році в Україну, Ярослав відчув сильний заклик допомогти пригнобленим людям, включаючи його родичів в Радянському Союзі. У вересні 1979 року за підтримки американських лютеранських церков він заснував радіослуження українською мовою «Думки про віру», яке транслювало щотижневу християнську програму за «залізною завісою». При постійній підтримці американських лютеран та інших цивільних груп, а також при ослабленні обмежень на виїзд у Радянському Союзі за кордон, він почав доставляти мільйони Біблій християнам в Україні, опублікував перші підручники для дітей українською мовою, надав допомогу в дитячі будинки та лікарні, сприяв деяким українцям переїхати у Сполучені Штати Америки. У 1985 році він працював місіонером і відновив Українську Лютеранську Церкву, яка була зруйнована Сталіним в 1939 році. 8 років він жив зі своєю родиною в Києві, Україна. Після свого повернення в Сполучені Штати в 2000 році він почав працювати в  на півдні центральної частини штату Вісконсин протягом 10 років і служив в кількох парафіях, а потім пішов у відставку в 2012 році. З 2014 року він був запрошеним пастором у Першій лютеранської церкви в Стоутона, Вісконсин, штат Вісконсин.

## Нагороди
1997 році став лауреатом Премії Івана Огієнка за значний вклад у розповсюдження українських біблій . В 1999 році нагороджений Орденом Св. Володимира 